# Izawa Takio
Izawa Takio (jap. 伊澤多喜男 Takio Izawa;  ur. 26 grudnia 1869 w Nagano, zm. 13 sierpnia 1949 w Tokio) – dziesiąty gubernator generalny Tajwanu, a następnie mer Tokio.
Pochodził z samurajskiej rodziny Takato. W 1895 ukończył prawo na Tokijski Uniwersytecie Cesarskim i podjął pracę w ministerstwie spraw wewnętrznych. Piastował stanowiska gubernatora prefektur Wakayama, Ehime i Niigata, by w 1914 zostać superintendentem tokijskiej policji metropolitarnej (Keishichō).
Na mocy edyktu cesarskiego został w 1916 mianowany członkiem Izby Parów, gdzie związał się z Kenseikai i był jednym z głównych przeciwników Rikken Seiyūkai.
1 września 1924 objął stanowisko Generalnego Gubernatora Tajwanu, które piastował do 16 lipca 1926, gdy zrezygnował, żeby zostać merem Tokio. Funkcję tę pełnił krótko, do 26 października.
W 1927 przyczynił się do stworzenia Rikken Minsei-to, do której jednak nie przystąpił. W 1940 został mianowany członkiem cesarskiej Tajnej Rady (Sūmitsu-in), z którego to stanowiska został usunięty w  1947 (wraz z likwidacją rady).